# Museu de Ceràmica Popular
El Museu de Ceràmica Popular és un centre monogràfic sobre la terrissa ubicat a l'Ametlla de Mar que preserva, estudia i difon, la terrissa tradicional que s'ha fabricat i fet servir en els darrers 200 anys en la península Ibèrica. El Museu disposa d'un fons permanent de 6.500 objectes de terrissa de més 300 centres terrissers representatius de 41 províncies d'arreu d'Espanya. L'exposició permanent està estructurada en diferents plantes i en quatre circuits amb un total de 4.500 peces exposades. A la planta principal es poden veure els circuits dedicats als “Usos de la ceràmica” (relacionats amb l'aigua, el vi, l'oli i el menjar...) i als “Centres terrissers” (mostra l'origen de les peces i marca l'estil dels diferents territoris terrissers) i “El càntir i les seves formes” (que mostra 32 tipologies o famílies d'aquest atuell). A la planta inferior es troba el circuit dedicat al “Procés i les tècniques de la ceràmica”, amb imatges i materials que mostren les eines i les accions que intervenen en el procés d'elaboració de la ceràmica.

## Història
El Museu de ceràmica Popular de l'Ametlla de Mar té el seu origen l'any 1992, amb la constitució de la Fundació Privada Martí-Castro, però no va obrir les portes fins al 5 de maig de 2001. Des de l'any 2000 l'ajuntament de l'Ametlla de Mar forma part del seu Patronat.

## Exposició permanent
Visitar aquest museu permet aprofundir en el coneixement de les particularitats d'aquesta artesania i fer un seguiment evolutiu de les seves formes, ja que representen unes maneres de viure i treballar dins dels diferents àmbits culturals i geogràfics on s'han desenvolupat al llarg de la història.
La visita s'estructura en quatre circuits:
- El dels Centres Terrissers, que mostra l'origen de les peces i marca l'estil d'aquestes. Reuneix la major part del fons permanent i serveix per ordenar-lo en funció dels mil centres documentats.
- El dels Usos, que serveix per entendre el rol de la ceràmica en la vida i les necessitats de les diferents societats i explicar les formes en relació als usos: l'aigua, el vi, l'oli, * El dels Càntirs, que mostra 32 tipologies o famílies d'aquest atuell ibèric tan popular.
- El de les Tècniques i Processos de fabricació, en un desplegament de 48 metres d'imatges acompanyades dels corresponents materials que il·lustren els elements naturals, les tècniques, les eines i les accions que intervenen en la concreció d'aquest objecte-contenidor que és la ceràmica.[2]

Entre les peces de la col·lecció destaca un quartillo, un atuell de ceràmica procedent de Miravet (Ribera d'Ebre) per mesurar líquids en l'antic sistema de pesos i mesures corresponent a la quarta part de l'azumbre i que equival aproximadament a 1/4 litre. Aquesta peça és un exemple d'una societat diferent a l'actual, ja que compartim sistemes universals i estandarditzats de mesura.